# Schaumburger Tracht

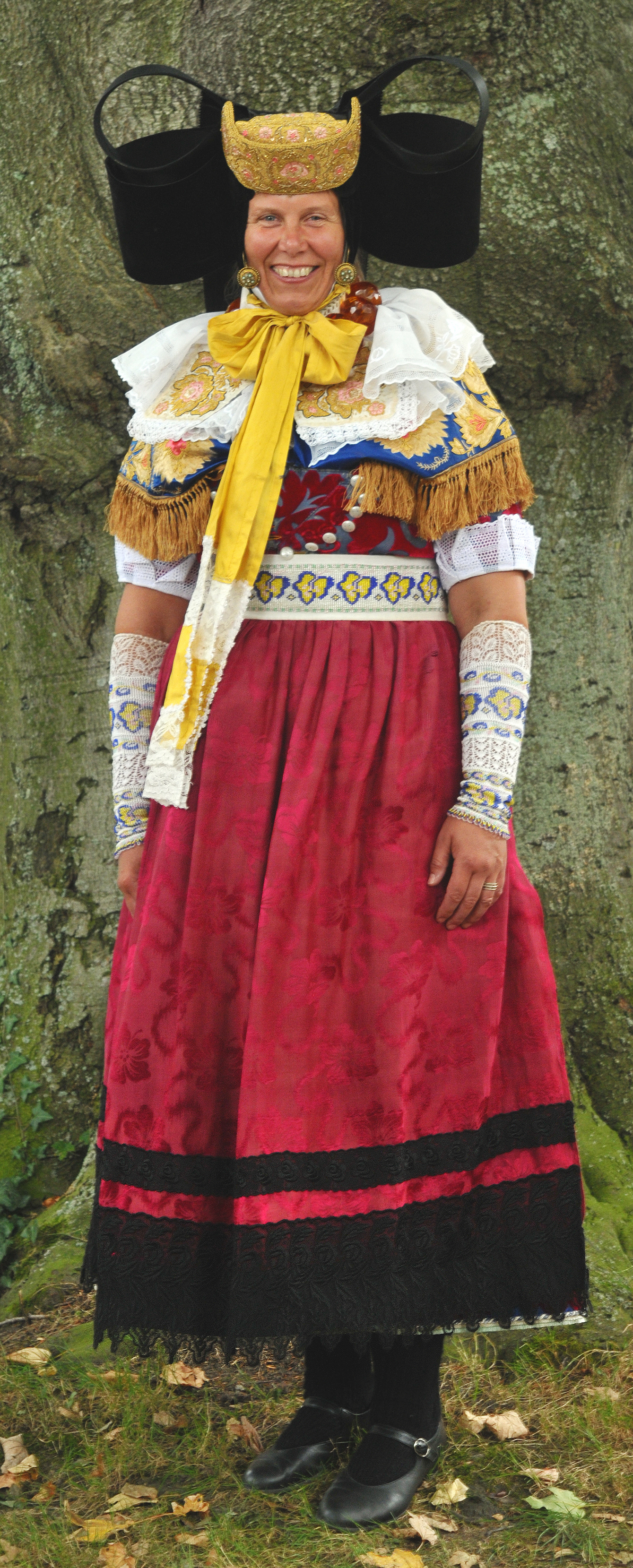
Frau mit Bückeburger Festtagstracht

Die Schaumburger Tracht ist eine traditionelle Kleidungsform der ländlichen Bevölkerung im Bereich des heutigen Landkreis Schaumburg, die sich bis in die jüngste Vergangenheit erhalten hat. Trägerinnen der Schaumburger Tracht werden  als Rotrockfrauen bezeichnet.
Die Tradition, Tracht zu tragen, stirbt im Landkreis Schaumburg aus. Heute wird die Tracht noch von Trachtengruppen gepflegt. Man nimmt an, dass es im gesamten Schaumburger Land nur noch rund 10 trachttragende Rotrockfrauen gibt. Dabei handelt es sich zumeist um Frauen im Alter von über 80 Jahren.

## Verbreitung

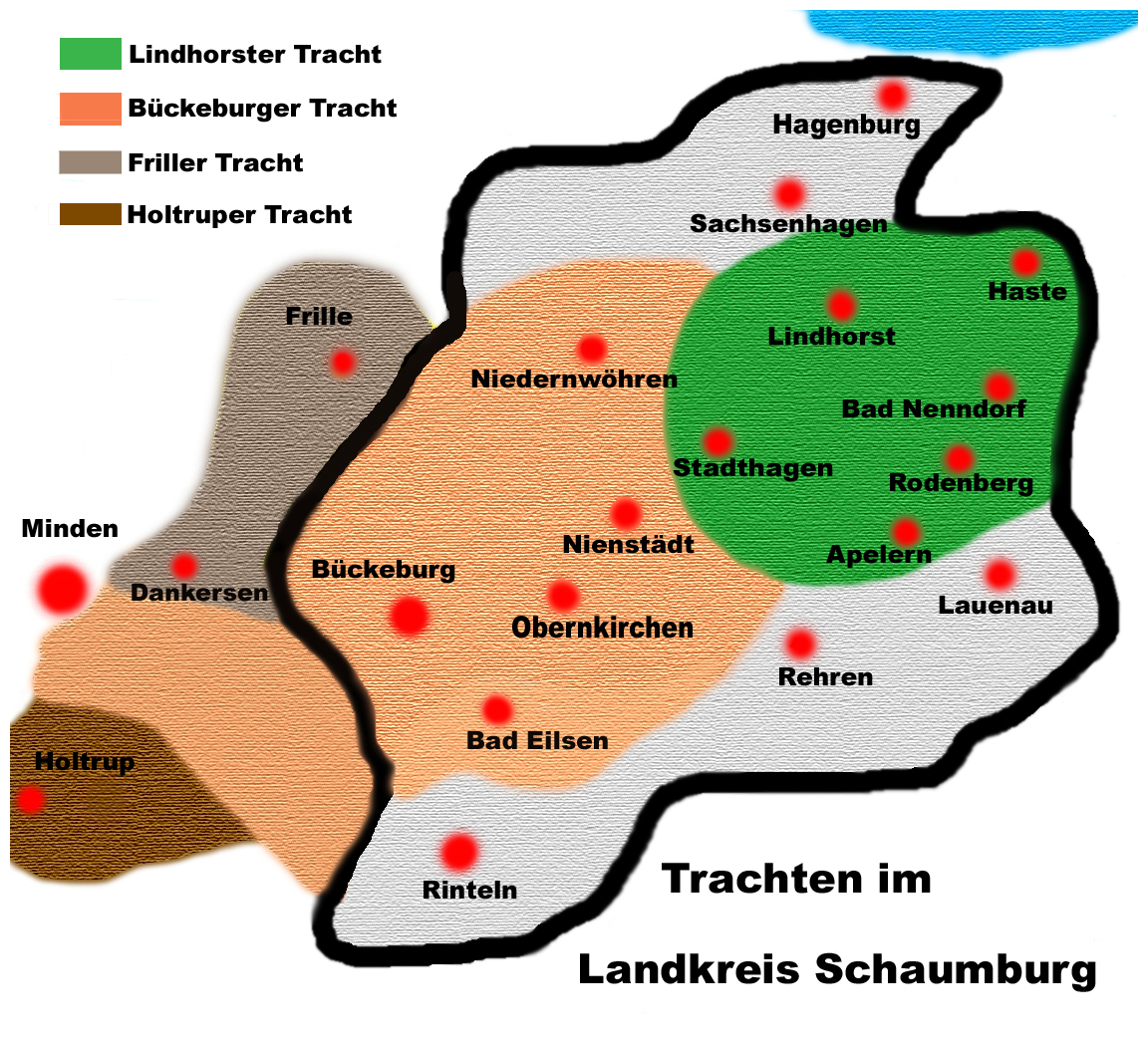
Verbreitungsgebiete

Im Schaumburger Land ist die Trachtenkultur bis zum Ende des 20. Jahrhunderts lebendig geblieben. Zumindest die Tracht der Schaumburger Frauen sah man noch in den 1990er Jahren häufiger auf den Straßen der Region. Die Männertracht verschwand allerdings schon am Ende der Wilhelminischen Zeit aus dem öffentlichen Leben. Heute wird die Trachtenkultur im Schaumburger Land in zahlreichen Vereinen gepflegt.
Die Verbreitung der Schaumburger Tracht konzentriert sich auf einen Gürtel von Bad Nenndorf, Lindhorst und Stadthagen im Osten, und Bückeburg im Westen Schaumburgs und den Bereichen um die Ortschaften Frille und Holtrup im Einzugsbereich der Stadt Minden in Nordrhein-Westfalen. Letztere sind unter dem Einfluss Bückeburgs entstanden, so dass die „Lindhorster Tracht“ und die „Bückeburger Tracht“ als die beiden Hauptvariationen angesehen werden können.

## Die Kleidung

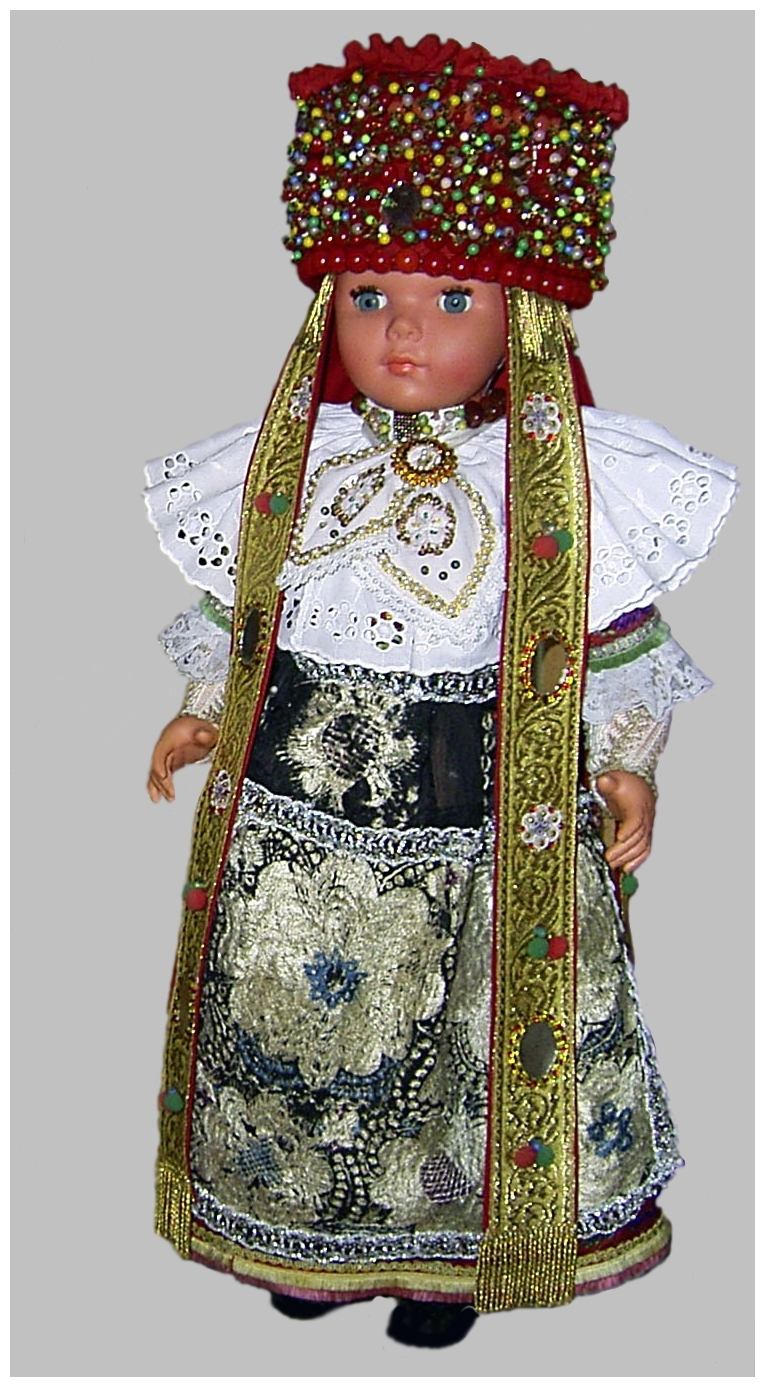
Lindhorster oder Oesterter Hochzeitstracht

Die Variationen der Schaumburger Tracht unterscheiden sich in der Ausschmückung und Farbgestaltung, haben aber ein bestimmtes Grundmuster.

Zu unterscheiden sind auch schmucklose Alltags- bzw. Arbeitskleidung und Sonntags- bzw. Festtagskleidung mit aufwendiger Ausschmückung, die schwarze Trauertracht und Kirchenkleidung mit leichter farblicher Modifikation für den Gottesdienstbesuch. Natürlich wurden Brautleute, wie überall, mit besonders schmuckvoller Kleidung ausgestattet. Herausragender Hochzeitsschmuck der Lindhorster Frauen war eine große mit Perlen und Spiegeln besetzte Haube. Die Bückeburger Hochzeitstracht hält sich in den Farben schwarz und weiß.
Es wurde bei einzelnen Teilen der Kleidung nicht immer auf Stilreinheit geachtet. Frauen hielten sich strenger und auch länger an die Kleidungstradition. Bei Finanznot galt ohnehin das Motto Selbst gesponnen, selbst gemacht ist die beste Bauerntracht!
Das wichtigste und weit über die Region hinaus bekannte Merkmal der Schaumburger Tracht ist der rote Rock, auch „Büffel“ genannt, mit besticktem Saumband, den die Frauen trugen. In einzelnen Bereichen gab es auch blaue Röcke. Dazu gehörte eine Schürze, deren Farbe variierte, jedoch nie einfarbig war. Zur Oberbekleidung gehörten eine kurzärmelige Jacke, das sogenannte Wams und ein Schultertuch, das, je nach Anlass, das Wams ersetzte und bei der Arbeitstracht aus Schafswolle bestand, einfach um den Oberkörper geschlungen und in die Schürze gesteckt wurde. Die Sonntagstracht verlangt nach einem feineren, weißen Baumwolltuch, das vor der Brust in das Wams gesteckt wird; zur Festtagstracht gehört ein aufwendig mit Perlen und Blumen besticktes Seidentuch. Zur Alltagstracht wurde meist ein Kopftuch getragen. Zur Tracht wurden ausschließlich schwarze Lederschuhe gewählt. Zu Festen wurde Schmuck aus Silber und aus Bernstein getragen, meist Silber-Ohrringe und Bernstein-Halsketten. Zur Festkleidung gehörte vor allem auch eine aufwendigere Kopfbedeckung, die besonders in der Bückeburger Tracht Aufsehen erregt; die Flügelhaube.
Die Männer trugen Leinenhemden mit dunklen Westen, langen Jacken und dunklen Hosen. Häufig wurden Kniebundhosen getragen, oft aus Ziegenleder. Vom Ziegenbock ist die Bezeichnung „Böckse“ für die Hose abgeleitet. Dazu gehörte eine Mütze. Je nach Jahreszeit trugen die Männer eine Art Zipfelmütze, Schirmmützen oder Pelzmützen.
Zu dieser Grundausstattung kamen je nach Anlass weitere Kleidungsstücke hinzu. Hier muss nun nach verschiedenen Trachten-Variationen unterschieden werden.

## Variationen

### Lindhorster (Oesterten) Tracht

Trachten aus Schaumburg, Kirchspiel Lindhorst

Die Lindhorster Tracht wird im Plattdeutschen auch „Österten-Dracht“ (Oesterten Tracht) genannt. Sie wurde östlich von Stadthagen bis Haste getragen. Das namensgebende Lindhorst liegt geografisch in der Mitte des nordschaumburger Verbreitungsraums dieser Variante der schaumburger Tracht.
Hauptmerkmal der festlichen Lindhorster Frauen-Tracht sind der rote Rock mit breitem Saumband, dem „Want“, und die lange mehrfarbige Schürze. Dazu „Kaput“ und „Bostdauk“, das sind eine ärmellose Weste mit Spitzenbesatz und ein „Brusttuch“, gestrickte Unterarmstulpen, die „Handschen“, bestickte Schultertücher und eine große weiße gewellte Halskrause, das „Hälschen“.

Die Tracht der Frauen ist jedoch nicht vollständig ohne die passende Frisur. Die Haare wurden hochgesteckt, zu einem Haarknoten, dem „Dutt“ oder „Punz“ gebunden und mit Haarnadeln und einem feinen Haarnetz auf der Stirn platziert. Darüber trugen die Frauen eine schwarze bebänderte Haube, die „Punzmüssen“.
Die Lindhorster Männertracht bestand aus einem weißen Leinenhemd mit Spitzenkragen, schwarzer Halsbinde und lang- oder kurzärmeliger Weste, dem „Kaput“, mit zwei Knopfreihen. Dazu wurden lederne Kniebundhosen und weiße Leinenkittel mit Messingknöpfen und schwarze Schuhe getragen.

Als Kopfbedeckung wurde je nach Anlass eine Art Zipfelmütze, die „Pingelmüssen“, eine Pelzmütze, die „Ruemüssen“, oder der schwarze Kirchenhut, der „Kerkenhaut“, gewählt.

### Bückeburger Tracht

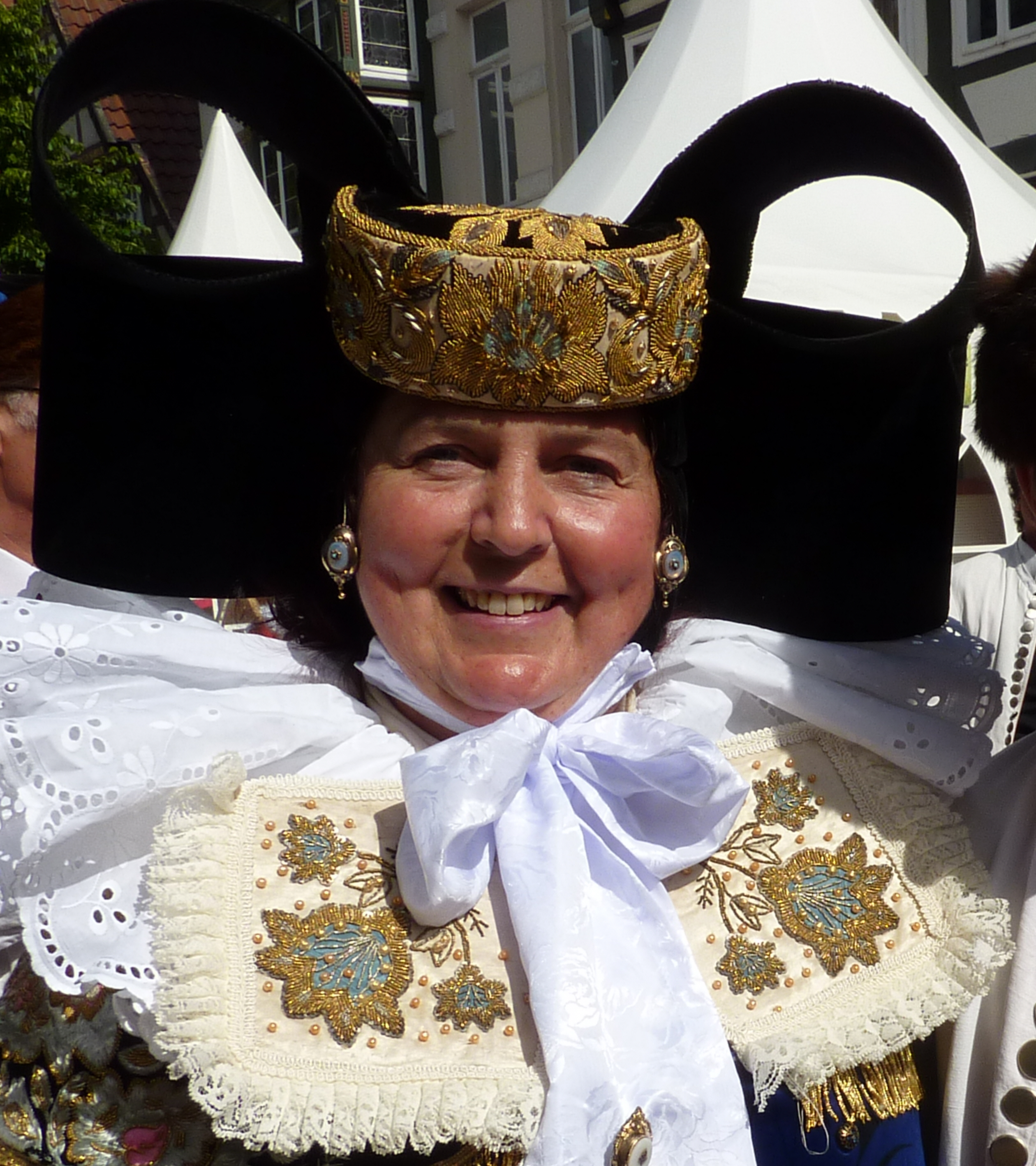
Frau mit Bückeburger Festtracht am 30. Tag der Niedersachsen in Celle

Die Bückeburger Tracht, genannt die „Westerten-Dracht“, wurde östlich des Schaumburger Waldes im Westen Schaumburgs getragen, von Röcke bei Bückeburg bis Nordsehl bei Niedernwöhren.

Zu festlichen Anlässen trugen die Frauen ein Leinenhemd, den roten Bandrock mit farbigem Saumbandbesatz, eine bestickte Schürze in vielen Farbvariationen, das Wams, ein besticktes Schultertuch, die Halskrause (hier „Kragen“ genannt), ein Brusttuch und gestrickte Unterarmstulpen („Handschen“).

Die auffälligste Besonderheit ist die große schwarze Flügel- oder Schleifenhaube mit langen Bändern, die so genannte „Mütze“. Um die Taille wurde ein „Queder“ gebunden.
Die Männer trugen weiße Leinenhemden, dunkle Halsbinden, lang- und kurzärmelige Westen mit zwei Knopfreihen, helle Kniebundhosen und rot gefütterte Leinenkittel. Dazu kam eine Pelzmütze oder der schwarze Kirchenhut.

### Friller Tracht
Die Friller Tracht wurde in den Dörfern des Kirchspiels Frille bei Minden an der Weser und im Kirchspiel Dankersen getragen. Das Verbreitungsgebiet umfasst damit die Dörfer Frille, Wietersheim, Leteln, Aminghausen, Päpinghausen, Cammer und Dankersen mit dem Ortsteil Hasenkamp. Eine Besonderheit der Friller Tracht ist die hochliegende Gürtellinie der Frauen- und Männerkleidung. Röcke und Hosen reichen daher bis kurz unter die Arme, eine Modeerscheinung, die aus der Zeit des Empires in diese Tracht eingedrungen ist. Die Frauenkleidung wird von den auffälligen roten Wollröcken dominiert, obwohl für besondere Gelegenheiten (Abendmahl) auch schwarze Oberröcke getragen wurden. Der Unterrock hat eine eigenartige blau-lila Farbe und zur Arbeit wurden blaue Wollröcke oder rote Leinenröcke getragen. Zur vollständigen Kleidung der Frauen zum sönntäglichen Kirchgang gehört außer dem Ober- und dem Unterrock ein langes Leinenhemd, ein Paar Wollstrümpfe mit Mustern, eine Schürze mit Queder, eine langärmlige Jacke mit Bandbesatz, ein sog. Binnewams, das ist ein westenartiges Kleidungsstück mit Bandbesatz, ein kleiner weißer, in Falten gelegter Kragen, ein sog. Halstuch mit Fransen, ein Paar Handinger für die Unterarme, ein gesticktes Schultertuch mit Blumenranken, die typische kleine Mütze aus Seidenband und meist auch eine Bernsteinkette, im Winter ein Mantel.
Die Männer trugen einen langen weißen Leinenkittel mit rotem Futter. Trotz der vielen halbkugeligen Knöpfe wurde er in der Regel nicht geschlossen. Dazu gehörte die farbig gemusterte Samtweste mit 24 umsponnenen Knöpfen, ein langärmeliges Leinenhemd mit einem Kragen aus Nadelspitze, eine lange schwarze Tuchhose mit Klappe, die bis unter die Arme reicht, ein buntseidenes Halstuch, schwarze Strümpe, Stiefel oder schwarze Halbschuhe und eine Fuchsfellmütze.

### Andere Formen der Schaumburger Tracht
Gruppenbildungen und Abgrenzungen einzelner Ortschaften untereinander führten zu Variationen in der Ausschmückung der Kleidung oder der Form der Kopfbedeckung. Aber auch geografische Unterschiede und Einflüsse aus benachbarten Regionen führten zu unterschiedlichen Ausprägungen.

Die Holtruper Tracht wurde in und um Holtrup nahe Porta Westfalica, südlich von Minden, getragen. Die Holtruper Frauen trugen rote oder schwarze Röcke mit schmalen Saumbändern und kleine Punzmützen. Auch die Bestickung der Schürzen war sparsamer als bei der Westerten Tracht.

Die Apelerner Tracht war eine völlig eigene Trachtenform im Kirchspiel Apelern und wurde schon früh gegen die Kleidungsstücke der Nenndorfer und Lindhorster Tracht ausgetauscht, nur in der Form der Kopfbedeckung erhielt sie sich.

Die Nenndorfer Tracht war eine von der Lindhorster Tracht zu unterscheidende Variante der Österten Tracht, die sich unter anderem durch die Beibehaltung des sogenannten Wandtrocks bis in das 20. Jahrhundert hinein auszeichnete.

## Trachtenausstellungen
Ausführliche und anschauliche Ausstellungen zur Schaumburger Tracht findet man in den regionalen Museen.
- Museum Rodenberg mit Schwerpunkt Österten/Nenndorfer/Apelerner Tracht
- Museum Amtspforte in Stadthagen mit Schwerpunkt Lindhorster und Bückeburger Tracht
- Schaumburg-Lippisches Landesmuseum in Bückeburg
- Museum Minden mit Schwerpunkt Westerten/Mindener Trachten